# Leptodesmus volutatus
Leptodesmus volutatus är en mångfotingart som beskrevs av Henri W. Brölemann 1901. Leptodesmus volutatus ingår i släktet Leptodesmus och familjen Chelodesmidae. Inga underarter finns listade i Catalogue of Life.